# めぐみ町
めぐみ町（めぐみちょう）は、神奈川県海老名市の町名。丁目の無い単独町名で、住居表示実施済み区域。面積は0.19km2。

## 地理
市内中央北部、小田急小田原線・相鉄本線海老名駅とJR相模線海老名駅にはさまれた区域に位置し、北東から南西にかけて広がる。一帯は相模平野の平坦地である。
地内はもともと小田急電鉄所有の市街化調整区域で、南西部の文化施設のほかは駐車場として利用されていたが、2009年に市街化区域に編入された後、小田急電鉄による再開発計画区域となった。
西から北にかけて上郷、北で扇町、北東で国分北、東で中央、南で河原口とそれぞれ接するほか、東端で国分南ともわずかに接する（いずれも海老名市）。

## 歴史
前述の小田急電鉄による海老名駅間地区再開発計画に伴い、大字上郷字鎌倉町の一部で住居表示が実施され、2017年2月に新たな町として成立した。
町の成立時点では居住施設が無いため人口は0であるが、今後高層分譲マンション等の建設が予定されており、開発後の計画人口は2,200-2,500人となっている。

### 地名の由来
複数の町名候補の中から、「海老名に恵みをもたらす街」という願いを込めて選ばれたという。地内に居住者がいないため、海老名市と地権者の小田急電鉄らとの議論によって決定された。

### 沿革
- 2017年（平成29年）2月13日 - 大字上郷字鎌倉町の一部で住居表示が実施、めぐみ町成立。

### 町名の変遷
| 実施後   | 実施年月日    | 実施前   |
| -------- | ------------- | -------- |
| めぐみ町 | 2017年2月13日 | 大字上郷 |

## 世帯数と人口
2023年（令和5年）1月1日現在（海老名市発表）の世帯数と人口は以下の通りである。
| 町名     | 世帯数  | 人口    |
| -------- | ------- | ------- |
| めぐみ町 | 606世帯 | 1,374人 |

### 人口の変遷
国勢調査による人口の推移。
| 年                | 人口 |
| ----------------- | ---- |
| 2020年（令和2年） | 632  |

### 世帯数の変遷
国勢調査による世帯数の推移。
| 年                | 世帯数 |
| ----------------- | ------ |
| 2020年（令和2年） | 287    |

## 学区
市立小・中学校に通う場合、学区は以下の通りとなる（2022年12月時点）。
| 街区       | 小学校               | 中学校               |
| ---------- | -------------------- | -------------------- |
| 1番 6〜7番 | 海老名市立有鹿小学校 | 海老名市立海西中学校 |
| 2～5番     | 海老名市立今泉小学校 | 海老名市立今泉中学校 |

## 事業所
2021年（令和3年）現在の経済センサス調査による事業所数と従業員数は以下の通りである。
| 町名     | 事業所数 | 従業員数 |
| -------- | -------- | -------- |
| めぐみ町 | 42事業所 | 715人    |

## 交通

### 鉄道
- 小田急小田原線 - 海老名駅
- 相鉄本線 - 海老名駅

JR相模線海老名駅にも隣接する（所在地は扇町）。

### バス
- 海老名市コミュニティバス
  - 上今泉ルート 海老名駅西口行・かしわ台駅行

### 道路
主要地方道
- 神奈川県道40号横浜厚木線 - 地内南西端を東西に通過。

## 施設
- 小田急・相鉄海老名駅
- 小田急電鉄海老名検車区
- ロマンスカーミュージアム
- 海老名市文化会館
- 海老名市商工会館
- 海老名市総合福祉会館
- 海老名市立中央図書館
- ビナ・よりみち広場
- ビナガーデンズ テラス - 2017年11月15日開業[12]。
- ビナガーデンズ オフィス - 2022年1月竣工。小田急電鉄の本社が入っている。
- ビナガーデンズ パーチ - 2022年10月全面開業。

## ギャラリー

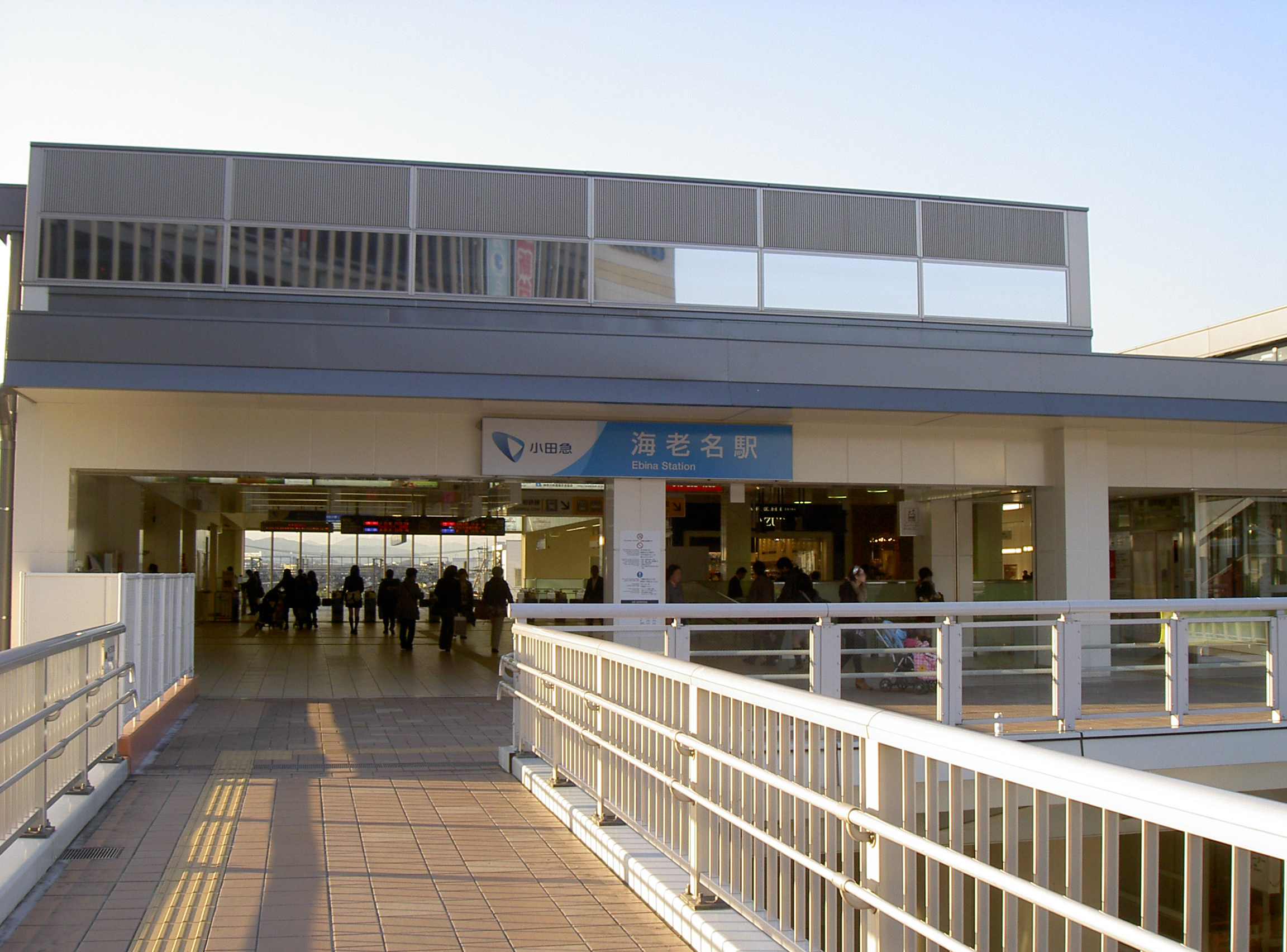
小田急電鉄海老名駅
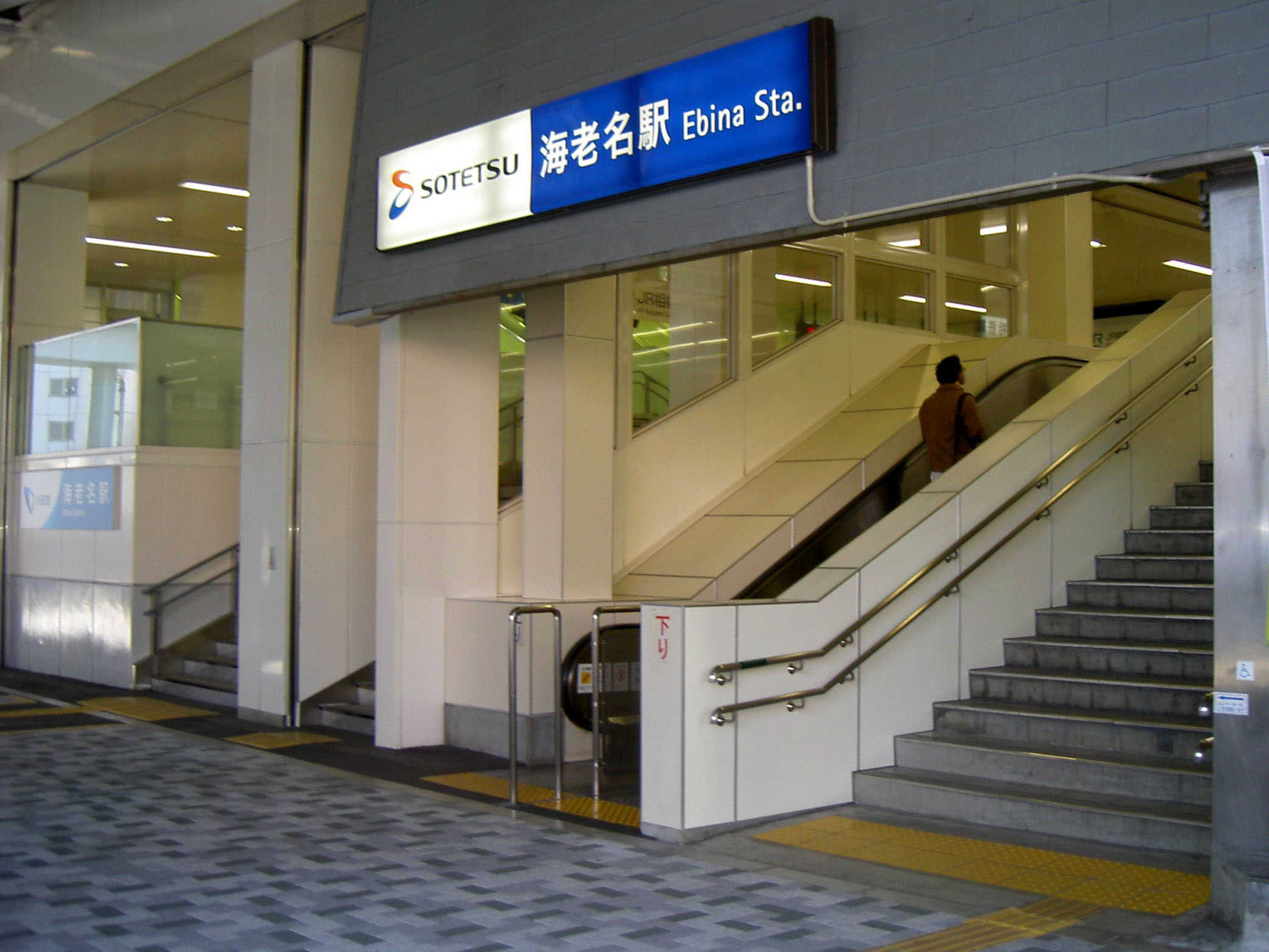
相模鉄道海老名駅
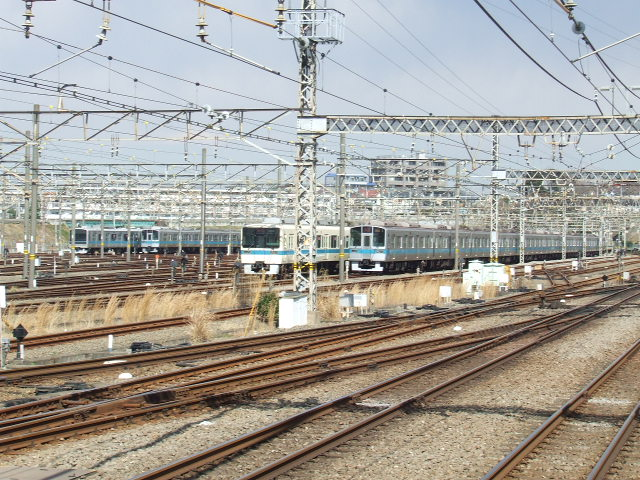
小田急電鉄海老名検車区
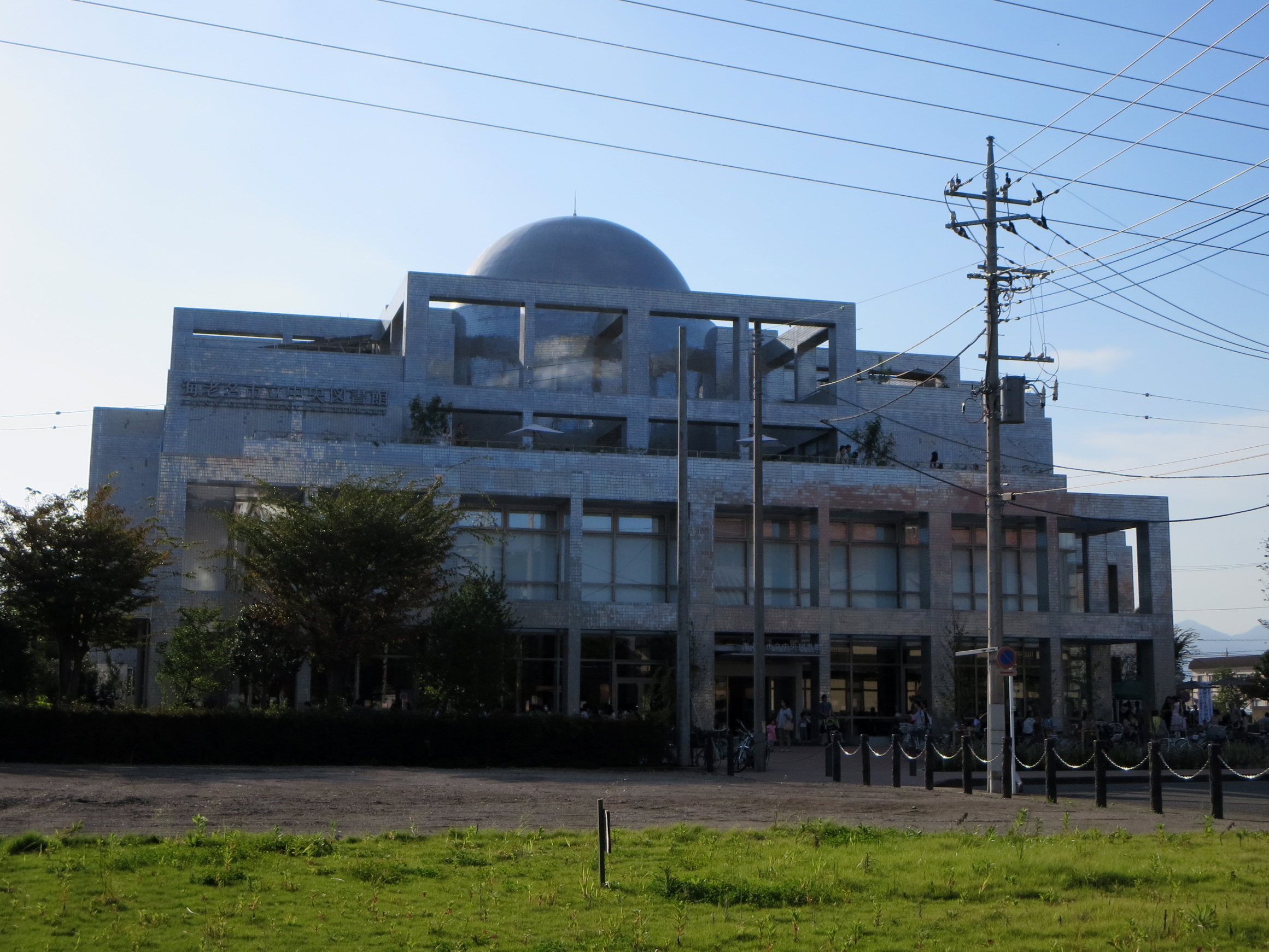
海老名市立中央図書館
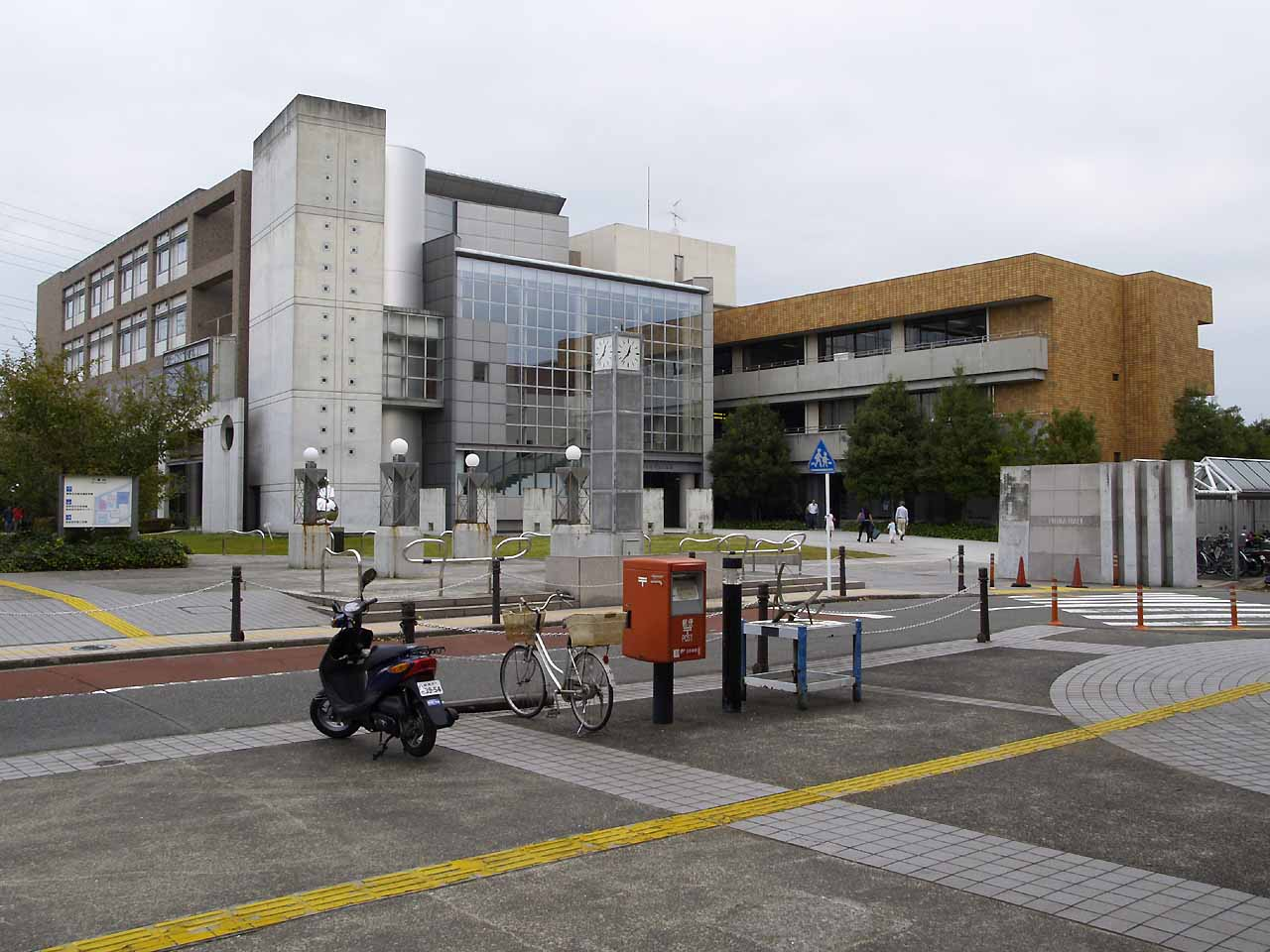
海老名市文化会館
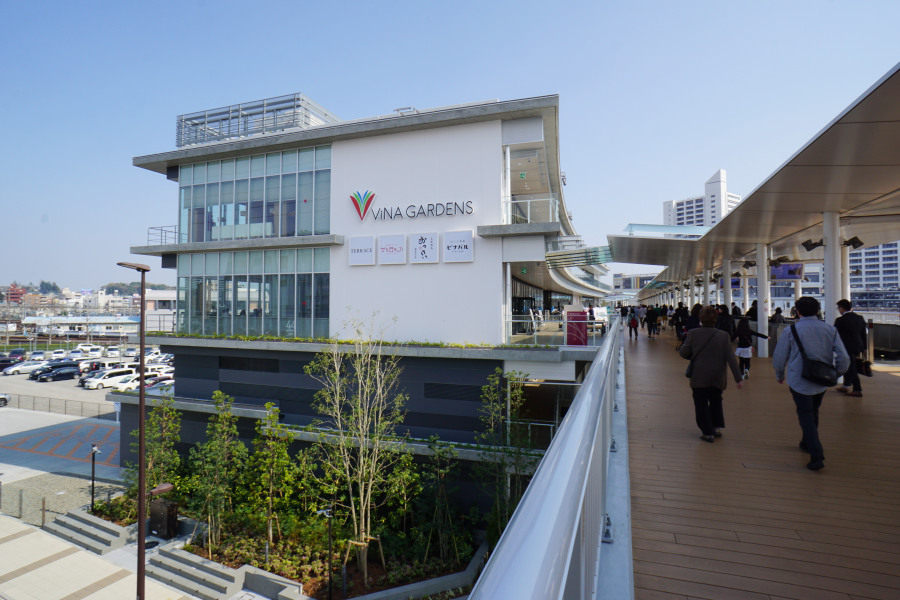
ビナガーデンズテラス

## その他

### 日本郵便
- 郵便番号 : 243-0438[3]（集配局 : 綾瀬郵便局[13]）。